# Route nationale 7 (La Réunion)
Pour les articles homonymes, voir Route nationale 7.
 (mai 2011).
La route nationale 7 est un axe routier majeur de l'île de La Réunion, un département d'outre-mer français dans le sud-ouest de l'océan Indien. Elle relie les territoires des communes du Port et de Saint-Paul en faisant une boucle qui franchit la rivière des Galets à l'ouest de la route nationale 1. Sa partie centrale, parallèle à cette dernière voie, est généralement appelée l'axe mixte et l'ouvrage d'art qui franchit le fleuve en la supportant est le pont de l'axe mixte.